# Liste von Persönlichkeiten der Stadt Rostock
Die Liste von Persönlichkeiten der Stadt Rostock nennt bedeutende Persönlichkeiten, die in Rostock gelebt und gewirkt haben, jedoch nicht hier geboren sind, geordnet nach Geburtsjahr.

## Bis 1600
- Margarete Sambiria (* um 1230; † 1282), Königsgemahlin und später Regentin von Dänemark, gründete das Kloster zum Heiligen Kreuz in Rostock
- Nikolaus Wendorp (* um 1400; † nach 1461), Rechtswissenschaftler, Hochschullehrer und Rektor der Universität Rostock
- Hinrich Katzow († vor September 1439) Patrizier der Hansestadt Rostock und Bürgermeister, in seine Amtszeit fiel die Wahl des Sechziger-Ausschusses
- Borchard Plotze († 1452), Theologe, Hochschullehrer und Rektor der Universität Rostock
- Thomas Rode († 1487), Geistlicher, Domherr und Propst, wurde während der Rostocker Domfehde von aufgebrachten Rostockern erschlagen
- Arnold Bodensen († 1503), Philosoph, Theologe und Hochschullehrer
- Hinrich Boger (* vor 1450; † 1505), Dichter, Theologe und Humanist, Professor an der Universität Rostock
- Thomas Kaske,  (bl. 1525–1535), Ratsherr der Hansestadt Rostock und Befehlshaber der Flotte des Quartiers der Wendischen Städte der Hanse
- Nicolaus Baumann (* um 1450; † 1526), Gelehrter, Doktor der Rede, Schriftsteller und Professor der Geschichte und Politik an der Universität Rostock
- Barthold Moller (* um 1460; † 1530), Theologe, Hochschullehrer und Rektor der Universität Rostock
- Arnold Burenius (1485–1566), Humanist und Professor für Philosophie an der Universität Rostock
- Konrad Pegel (1487–1567), Theologe, Professor für Pädagogik und Beredsamkeit sowie mehrmaliger Rektor der Universität Rostock
- Ulrich von Hutten (1488–1523), der Schriftsteller verfasste in Rostock sein erstes bedeutsames Werk
- Nikolaus Löwe (* 15. Jahrh.; † 1536), Jurist, Hochschullehrer und Rektor der Universität Rostock
- Joachim Slüter (um 1490 – 1532), der Theologe verhalf der Reformation in Rostock zum Durchbruch
- Peter Boye († 1542) Jurist, Theologe und Hochschullehrer; Rektor und Syndicus der Universität Rostock
- Marcus Hassaeus (Marcus Hasse; 1549–1620), Philologe, Philosoph und Hebraist, Hochschullehrer und Rektor der Universität Rostock
- Ludwig Dietz († 1559), Buchdrucker und Verleger, Universitätsbuchdrucker in Rostock
- Matthäus Flege († 1564), streitbarer lutherischer Prediger der Reformationszeit in Rostock
- Andreas Wesling († 1577), Philologe und evangelischer Theologe, Dekan der philosophischen Fakultät an der Universität Rostock
- Bernhard Mensing (* um 1520; † 1567), Rhetoriker und Logiker, Dekan der philosophischen Fakultät an der Universität Rostock
- Matthäus Röseler (* um 1522; † 1569), Dichter, Mathematiker, Astronom, Mediziner und Rechtswissenschaftler, Rektor und Syndicus der Universität Rostock
- Johann Bocerus (1523–1565), Dichter und Historiker, Dekan der philosophischen Fakultät an der Universität Rostock
- Johannes Posselius (der Ältere) (1528–1591), Lehrer, Professor für griechische Sprache und Literatur und zweimaliger Rektor der Universität Rostock
- David Chyträus (1530–1600), der Theologe und Historiker wurde 1563 Rektor der Universität, die er umfassend reorganisierte
- Heinrich Brucaeus (1530–1593), Mediziner, Astronom und Mathematiker, Rektor der Universität Rostock
- Lucas Bacmeister (der Ältere) (1530–1608), lutherischer Theologe und Kirchenliedkomponist, gab 1577 das Rostocker Gesangbuch heraus
- Simon Pauli (der Ältere) (1534–1591), lutherischer Theologe und erster Stadtsuperintendent von Rostock
- Bartholomäus Klinge (* um 1535; † 1610), Professor der Dialektik und Rhetorik sowie des Rechts an der Universität Rostock
- Barthold Detharding (1535–1577), lutherischer Theologe und Pastor, ab 1560 2. Prediger an der Marienkirche
- Johannes Albinus (* um 1540; † 1602), Rechtswissenschaftler und Rektor der Universität Rostock
- Stephan Möllmann (* um 1540; † um 1610), Buchdrucker, war etwa 50 Jahre lang als Drucker in Rostock tätig
- Tycho Brahe (1546–1601), dän. Astronom, um 1566 Student an der Rostocker Universität
- Wilhelm Lauremberg (1547–1612), 1581 Professor der Medizin, 1594 Professor der Medizin und Höheren Mathematik, mehrfach Rektor der Universität Rostock
- Thomas Lindemann der Ältere (1570–1632), Rechtswissenschaftler, kaiserlicher Hofpfalzgraf und achtmaliger Rektor der Universität Rostock
- Jakob Varmeier († 1631), Jurist, Mathematiker und Astronom, ermordete im 30-jährigen Krieg den kaiserlichen Statthalter von Rostock
- Johann Huswedel (1575–1651), Pädagoge und Philologe, Konrektor der Stadtschule, Absolvent, Professor und zweimaliger Rektor an der Universität Rostock
- Anton Woltreich (1593–1645), Jurist und Syndicus der Hansestadt Rostock
- Johannes Cothmann (1595–1650), lutherischer Theologe, Dekan der theologischen Fakultät und mehrmals Rektor der Universität Rostock

## 1601 bis 1700
- Nicolaus Hasse (* um 1605; 1670 bzw. 1672), Komponist und Organist der Marienkirche Rostock
- Christian Othfar (1609–1660), Theologe, Kirchenlieddichter und Arzt in Rostock
- Michael Cobabus (1610–1686), Professor der Mathematik sowie der Theologie an der Universität Rostock, Rektor der Stadtschule und der Universität
- Andreas Tscherning (1611–1659), Lyriker, Kirchenlieddichter und Literaturtheoretiker, Professor für Poesie an der Universität Rostock
- Enoch Svantenius (der Ältere) (1618–1674), lutherischer Theologe, Professor an der Universität Rostock
- Jakob Sebastian Lauremberg (1619–1668), Historiker und Jurist, Professor an der Universität Rostock
- August Varenius (1620–1684), lutherischer Theologe, Professor an der Universität Rostock
- Johann Bacmeister (der Jüngere) (1624–1686), Professor der Medizin und Mathematik, mehrmaliger Rektor der Universität Rostock
- Heinrich Rudolph Redeker (* 1625 oder 1626; † 1680), Rechtswissenschaftler, Hochschullehrer, Rektor der Universität Rostock
- Theophil Großgebauer (1627–1661), lutherischer Theologe, Prediger an der Jakobikirche Rostock
- Georg Niehenck (1628–1714), lutherischer Theologe und Pädagoge, Rektor der Stadtschule, Pastor an St. Petri und St. Marien in Rostock
- Heinrich Müller (1631–1675), Schriftsteller und Theologe, war Archidiakon, Pastor der Marienkirche, Superintendent und Professor an der Universität
- Caspar Habermann (1635–1676), Professor der Rechte an der Universität Rostock
- Johannes Fecht (1636–1716), lutherischer Theologe, Professor an der Universität Rostock
- Zacharias Grape (der Ältere) (1637–1679), lutherischer Theologe, Professor der Logik sowie der Physik und Metaphysik an der Universität Rostock
- Andreas Habichhorst (1634–1704), evangelischer Theologe, Professor der Theologie und Konsistorialrat an der Universität Rostock
- Christian Hildebrand (1638–1712), Philosoph, Hochschullehrer und Rektor der Universität Rostock
- Johann Jacob Döbel (der Ältere) (1640–1684), Arzt, Stadtphysicus und Professor der Medizin und Rektor an der Universität Rostock
- Justus Christoph Schomer (1648–1693), lutherischer Theologe, zweimal Rektor der Universität und mehrfach Dekan der Theologischen Fakultät.
- Samuel Starck (1649–1697), lutherischer Theologe, Pastor an St. Jakobi und Professor an der Universität Rostock
- Bernhard Elfers († 1706), Jurist, Sekretär des Hansekontors in Bergen und Ratsherr in Rostock
- Christoph Redecker (1652–1704), Rechtswissenschaftler, Hochschullehrer und Bürgermeister von Rostock
- Johann Festing (1655–1691), Rechtswissenschaftler, Hochschullehrer und Rektor der Universität Rostock
- Jacob Burgmann (1659–1724), lutherischer Theologe und Hochschullehrer und Rektor der Universität Rostock
- Johann Peter Grünenberg (1668–1712), evangelisch-lutherischer Professor für Theologie, Rektor der Universität Rostock
- Johann Ernst Schaper (1668–1721), Mediziner und mecklenburgischer Politiker, Rektor der Universität Rostock
- Karl Arnd (1673–1721), lutherischer Theologe, Professor der Philosophie und der Hebräischen Sprache an der Universität Rostock
- Franz Albert Aepinus (1673–1750), evangelischer Theologe, Schriftsteller und Philosoph, Rektor der Universität Rostock
- Jakob Carmon (1677–1743), Rechtswissenschaftler, mehrfach Rektor der Universität Rostock
- David Heinrich Köpken (1677–1731), lutherischer Theologe, Professor der Poesie, Bibliothekar, Rektor der Universität Rostock
- Hermann Christoph Engelke (1679–1742), Professor der evangelischen Theologie an der Universität Rostock
- Christoph Martin Burchard (1680–1742), deutscher Mediziner und Hochschullehrer, Rektor der Universität Rostock
- Johann Christian Petersen (der Ältere) (1682–1766), Professor des Rechts an der Universität Rostock und Bürgermeister von Rostock
- Johann Joachim Jörcke (1684–1729), Jurist und Erster Bürgermeister von Rostock
- Matthias Benoni Hering (1693–1750), Professor der Rechte, Rektor der Universität Rostock

## 1701 bis 1800
- Joachim Hartmann (1715–1795), Professor der Theologie, Physik und Metaphysik an der Universität Rostock, Pastor an St. Nikolai
- Hermann Jacob Lasius (1715–1803), Altphilologe und Pädagoge, Rektor der Stadtschule und der Universität Rostock
- Johann Friedrich Löwen (1727–1771), der Dichter und Theatertheoretiker der Aufklärung verlebte seine letzten Jahre in Rostock und ist dort beerdigt.
- Christian Ludwig Johann Behm (1728–1804), Jurist und Bürgermeister von Rostock
- Jacob Heinrich Balecke (1731–1778), Jurist, Senator und Bürgermeister von Rostock
- Gustav Schadeloock (1732–1819), Mathematiker, Philosoph, Physiker und Architekt, Rektor der Universität Rostock, Erbauer des Mönchentors
- Oluf Gerhard Tychsen (1734–1815), Orientalist und Bibliothekar, baute die Universitätsbibliothek Rostock auf
- Jakob Friedrich Rönnberg (1738–1809), Rechtswissenschaftler und Philosoph, Syndikus und Hochschullehrer.
- Peter Ludolph Spangenberg (1740–1794), Mediziner, Professor an der Universität Rostock
- Diederich Georg Babst (1741–1800), niederdeutscher Schriftsteller, war Notar, Angestellter am Städtischen Gericht und Sekretär der Bürgerschaft in Rostock
- Peter Johann Hecker (1747–1835), Mathematiker, Professor an den Universitäten in Bützow und Rostock, jeweils auch Rektor
- Samuel Gottlieb Vogel (1750–1837), Mediziner, Vater des deutschen Seebades, Professor an der Universität Rostock
- Joachim Friedrich Zoch (1750–1833), Jurist und Bürgermeister von Rostock
- Lorenz Karsten (1751–1829), Ökonom und Agrarwissenschaftler, gründete in Rostock eine landwirtschaftliche Versuchsanstalt
- Gerhard Philipp Heinrich Norrmann (1753–1837), Jurist und Hochschullehrer an der Universität Rostock
- Jacob Sigismund Beck (1761–1840), Philosoph, Rektor der Universität Rostock
- Bernd von Below (1762–1834), Oberst des Großherzoglich Mecklenburgischen Füsilierregimentes und Stadtkommandant von Rostock
- Carl Christoph Stiller (1763–1836), Buchhändler und Verleger, baute die Stillersche Hofbuchhandlung aus und betrieb einen Verlag
- Heinrich Gustav Flörke (1764–1835), evangelisch-lutherischer Geistlicher, Mediziner und Botaniker, Dekan und Rektor der Universität Rostock
- Adolf Friedrich Nolde (1764–1813), Kreisphysikus von Rostock und Professor
- Johann Gottfried Schadow (1764–1850), Zeichner und Bildhauer, gestaltete das Blücherdenkmal (1819) in Rostock
- Samuel Gottlieb Lange (1767–1823), lutherischer Theologe, Prediger und Professor der Theologie
- August Albrecht Christian Tischbein (1768–1848), Maler und Lithograph, Zeichenlehrer in Rostock
- Friedrich von Oertzen (1771–1848), Mitbegründer und erster Präsident des mecklenburgischen Oberappellationsgerichtes, Ehrenbürger von Rostock
- Anton Theodor Hartmann (1774–1838), Orientalist und evangelischer Theologe, Professor, Dekan und Rektor an der Universität Rostock
- Johann Friedrich Pries (1776–1832), Pädagoge und Rektor der Universität Rostock
- Gustav Christoph Sarpe (1779–1830), Altphilologe und Rektor der Stadtschule in Rostock
- Ferdinand Kämmerer (1784–1841), Jurist und Rechtsgelehrter an der Universität Rostock
- Detloff Karsten (1787–1879), Syndikus und Bürgermeister von 1836 bis 1846
- Johann Philipp Bauermeister (1788–1851), evangelischer Theologe, Professor, Dekan und Rektor an der Universität Rostock
- Carl Friedrich von Both (1789–1875), Direktor des Landesgerichts in Rostock, Vizekanzler der Universität Rostock, Ehrenbürger von Rostock
- Ludwig Bachmann (1792–1881), klassischer Philologe, Direktor der Stadtschule, Professor an der Universität Rostock
- Eduard Becker (1792–1880), Forstwissenschaftler und Ökonom, Professor an der Universität Rostock
- Karl Friedrich Quittenbaum (1793–1852), Mediziner, Professor, Dekan und Rektor an der Universität Rostock
- Ludwig August Leonhard von Wickede (1797–1867), Verwaltungs- und Fiskaljurist, Landessteuerdirektor in Rostock
- Ernst Brockelmann (1799–1878), Kaufmann und Politiker, mit seinem Schiff verhalf er den Demokraten Kinkel und Schurz zur Flucht nach England

## 1801 bis 1900

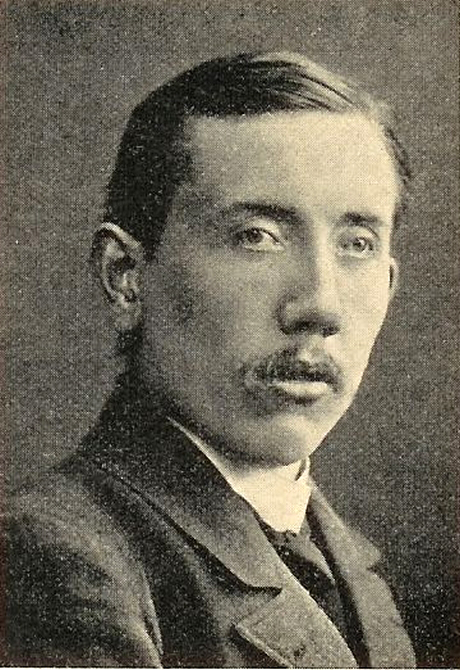
Rudolf Bartels
(1872–1943)

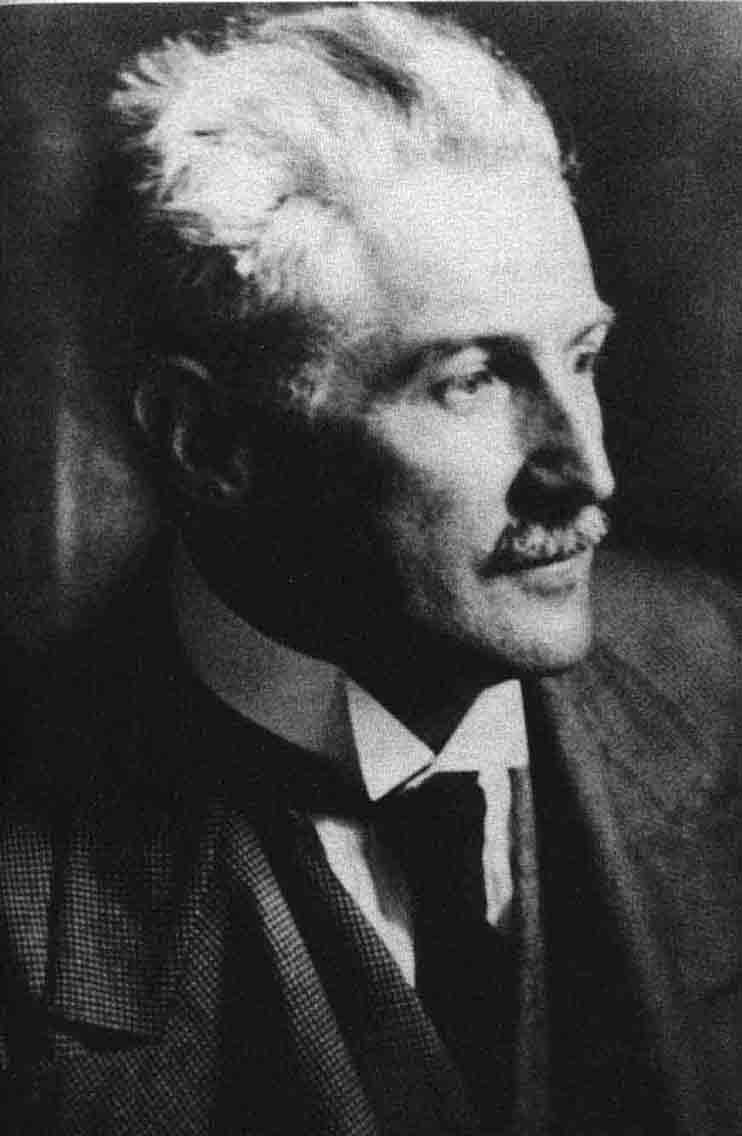
Paul Korff (1875–1945)

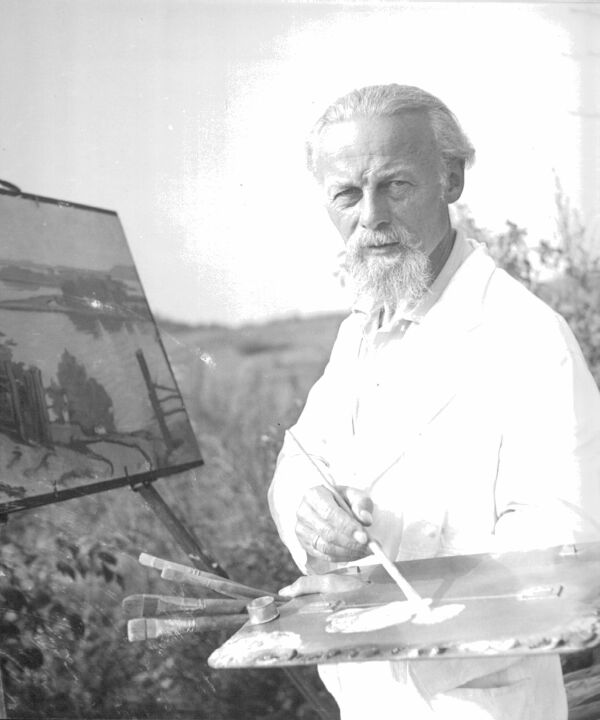
Thuro Balzer (1882–1967)

- Johann Gottfried Tiedemann (1803–1850), Kaufmann und Buchdrucker; Hof-Steindrucker in Rostock
- Franz Volkmar Fritzsche (1806–1887), Professor an der Universität Rostock, gründete Seminar für klassische Philologie
- Fritz Reuter (1810–1874), der niederdeutsche Schriftsteller studierte in Rostock
- Carl Boldt (1811–1878), Buchdrucker und Verleger, Gründer der Rostocker Carl Boldt'sche Hofbuchdruckerei
- Karl Hegel (1813–1901), Historiker, 1841–56 Professor der Geschichte und Politik, Begründer der modernen Geschichtswissenschaft an der Universität Rostock
- Alfred Piper (1814–1892), preußischer Politiker
- Johann Friedrich Budde (1815–1894), deutscher Jurist und Hochschullehrer
- Alwine Wuthenow (1820–1908), niederdeutsche Lyrikerin
- Karl Ernst Hermann Krause (1822–1892), Philologe, Gymnasiallehrer und niederdeutscher Sprachforscher, Leiter der Großen Stadtschule Rostock, reformierte das höhere Schulwesen Rostocks
- Hermann Aubert (1826–1892), Physiologe, Hochschullehrer und mehrmaliger Rektor der Universität Rostock
- Hugo Hünerfürst (1827–1847), Stadtmusikdirektor
- Karl Bartsch (1832–1888), gründete an der Universität Rostock das erste Germanistische Institut in Deutschland
- Frieda Ritzerow (1834 – unbekannt), Autorin des bekannten Mecklenburgischen Kochbuches
- Johannes Trojan (1837–1915), Schriftsteller, lebte und arbeitete nach seiner Festungshaft 1909 bis zu seinem Tod in Warnemünde
- Carl Malchin (1838–1923), Restaurator und Landschaftsmaler, besuchte die Realschule in Rostock
- Wilhelm Bartelmann (1845–1930), Korbmacher und Erfinder des Strandkorbs, hatte seine Werkstatt in Rostock
- Paul Falkenberg (1848–1925), Botaniker und Hochschullehrer an der Universität Rostock, Direktor des Botanischen Gartens
- Adolph Hofmeister (1848–1904), Historiker und Erster Universitätsbibliothekar
- Oskar Stavenhagen (1850–1930), Historiker und Archivar, lebte seit 1923 in Rostock
- Eugen Geinitz (1854–1925), der Mineraloge und Geologe war Professor an der Universität Rostock und Direktor der Geologischen Landesanstalt
- Richard Ehrenberg (1857–1921), Nationalökonom, lehrte an der Universität Rostock
- Karl Lehmann (1858–1918), Rechtswissenschaftler und Rektor der Universität Rostock
- Johannes Geffcken (1861–1935), Klassischer Philologe, Rektor und Ehrendoktor der Universität Rostock
- Rudolf Steiner (1861–1925), Begründer der Anthroposophie, promovierte in Rostock
- Willi Ule (1861–1940), Geograph und Limnologe, Professor an der Universität Rostock, gilt als Begründer der Landeskunde von Mecklenburg
- Henni Lehmann (1862–1937), Künstlerin und Autorin, Vorsitzende des Rostocker Frauenvereins
- Albert Peters (1862–1938), Augenarzt und Hochschullehrer, Direktor der Universitätsaugenklinik (1901–1933)
- Wolfgang Golther (1863–1945), Germanist und Literaturhistoriker, Rektor und Dekan der Universität Rostock, Träger der Goethe-Medaille für Kunst und Wissenschaft
- Edvard Munch (1863–1944), norwegischer Maler und Grafiker[1]
- Alfred Seeberg (1863–1915), evangelischer Theologe, Professor für Neues Testament und Rektor an der Universität Rostock
- Georg Kaulbach (1866–1945), Maler und Mitbegründer des Mecklenburgischen Künstlerbundes, lebte seit 1915 in Gehlsdorf, das 1934 eingemeindet wurde
- Hugo Baum (1867–1950), erster Botaniker und Entdecker im südlich-tropischen Innerafrika, Kunene-Sambesi Expedition, von 1901 bis 1933 Leiter des Botanischen Gartens der Universität in Rostock
- Karl Krickeberg (1867–1944), Pädagoge, niederdeutscher Schriftsteller und Theaterleiter der Niederdeutschen Bühne
- Gustav Herbig (1868–1925), Indogermanist und Etruskologe, Professor für Sprachwissenschaft und Rektor an der Universität Rostock
- Wilhelm Schomburg (1870–1940), Rostocks erster Stadtgartendirektor
- Marie Bloch (1871–1944), Pädagogin, Vertreterin der bürgerlichen Frauenbewegung, verstorben im KZ Theresienstadt
- Justus Köberle (1871–1908), evangelischer Theologe und Hochschullehrer
- Wilhelm Leffers (1871–1952), der Pfarrer der katholischen Christusgemeinde leistete Widerstand gegen das NS-Regime
- Rudolf Bartels (1872–1943), Maler und Gründungsmitglied der Vereinigung Rostocker Künstler
- Albrecht Burchard (1873–1948), Mediziner und Hochschullehrer
- Wilhelm Lemke (1873–1953), der Militärmusiker, Komponist, Musikpädagoge und Musikkritiker war anfangs am Orchester tätig und wirkte später als Gesangslehrer und Musikkritiker
- Paul Albert Glaeser-Wilken (1874–1942), der Schauspieler und Regisseur war Ende der 1910er Jahre für fünf Jahre am Rostocker Stadttheater engagiert
- Paul Korff (1875–1945), Architekt, der neben dem Rostocker Hauptbahnhof auch Kaufhäuser und Gutshäuser in und um Rostock realisierte
- Oswald Bumke (1877–1950), Psychiater und Neurologe, Lehrstuhlinhaber in Rostock
- Harald Cosack (1880–1960), Historiker, Übersetzer und Hochschullehrer
- Johannes Gosselck (1881–1948), Pädagoge, Heimatforscher und niederdeutscher Schriftsteller
- Peter E. Erichson (1881–1963), Verleger und Leiter des Hinstorff Verlages, Ehrensenator der Universität Rostock
- Thuro Balzer (1882–1967), Maler und Grafiker; Gründungsmitglied der Vereinigung Rostocker Künstler; Mitgründer der Künstlerkolonie Ahrenshoop
- Moritz Schlick (1882–1936), der Begründer des Wiener Kreises habilitierte in Rostock
- Max Samuel (1883–1942), Unternehmer, Vorsitzender der jüdischen Gemeinde
- David Katz (1884–1953), Psychologe, Professor an der Universität Rostock
- Margarete Ketelhohn (1884–1969), Parlamentarierin (MdL), Politikerin (SPD, SED)
- Hans Moral (1885–1933), der Zahnmediziner und Direktor der Zahnklinik wurde von den Nationalsozialisten in den Freitod getrieben
- Rosa Katz (1885–1976), Psychologin, Montessori-Pädagogin
- Walter Butzek (1886–1965), Architekt, Mitbegründer der Vereinigung Rostocker Künstler, entwarf und gestaltete viele Gebäude in Rostock
- Bruno Gimpel (1886–1943), Gebrauchsgrafiker
- August Burmeister (1888–1970), Lehrer, Museumsführer, Kunstsammler und -förderer
- Ludolf Fiesel (1888–1979), Historiker, Geschäftsführer und Dozent an der Volkshochschule, Leiter des Stadtarchivs und der Museen der Stadt Rostock
- Curt Goetz (1888–1960), der Schauspieler und Autor gab am Stadttheater Rostock sein Bühnendebüt
- Ernst Heinkel (1888–1958), Gründer der Ernst Heinkel Flugzeugwerke, die maßgeblich in die nationalsozialistische Rüstungsindustrie eingebunden waren und in denen KZ-Häftlinge Zwangsarbeit verrichten mussten
- Max Lindh (1890–1971), Landschaftsmaler, von 1946 bis 1955 Professor für Kunsterziehung an der Universität Rostock
- Käthe Reine (1894–1976), Malerin, Illustratorin und Textilkünstlerin, lebte und arbeitete in Rostock
- Otto Niemeyer-Holstein (1896–1984), Maler, Präsident des Komitees zur Vorbereitung und Durchführung der Ostseewoche
- Haimar Cumme (1898–1964), Mathematiker, Physiker und Hochschullehrer
- Werner Bunnenberg (1900–1960), Ingenieur und Hochschullehrer
- Kate Diehn-Bitt (1900–1978), Malerin, lebte und arbeitete in Rostock
- Wilhelm Stahl (1900–1980), Tierzüchter und Hochschullehrer an der Universität Rostock

## Ab 1901
- Josef Blaß (1901–1972), Ingenieur und Hochschullehrer
- Jac Diehl (1901–1978), Schauspieler am Volkstheater Rostock
- Walter Hallstein (1901–1982), deutscher Politiker (CDU), Jurist, Verfasser der Hallstein-Doktrin, von 1930 bis 1941 ordentlicher Professor für Privat- und Gesellschaftsrecht an der Rostocker Universität
- Ernst Hilzheimer (1901–1986), Politiker und Mitbegründer der LDPD in Rostock, Ehrenbürger der Stadt Rostock
- Albert J. Anthony (1901–1947), Internist und Hochschullehrer an der Universität Rostock
- Doris Oberländer (1903–1989), Bildhauerin, besuchte Lyzeum in Rostock und war im Kirchensteueramt Rostock tätig
- Pascual Jordan (1902–1980), Physiker, einer der führenden Forscher auf dem Gebiet der Quantenmechanik, war von 1929 bis 1943 Professor an der Universität Rostock
- Hermann Wagemann (1906–1984), Schauspieler am Volkstheater Rostock
- Karl-Theodor Braun (1909–1994), Schiffsbauingenieur und Hochschullehrer
- Hans-Joachim Theil (1909–1985), Dramaturg am Volkstheater Rostock, Mitbegründer der Rügen-Festspiele 1959 und des Mecklenburgischen Folklorezentrums ab 1976
- Karl Baumgarten (1910–1989), Pädagoge und Heimatforscher („Bauernhausforscher“)
- Harald Bräuniger (1911–1988), Pharmazeut und Hochschullehrer
- Hans Joachim Pabst von Ohain (1911–1998), der Chefingenieur Heinkels entwickelte in Rostock eines der ersten Strahltriebwerke der Welt
- Kurt Dietzel (1912–2002), Mediziner und Hochschullehrer
- Kurt Barthel (1914–1967), Schriftsteller, Lyriker, Dramatiker und Dramaturg
- Georg Hülsse (1914–1996), Maler, Grafiker und Fotograf
- Heinz Neukirchen (1915–1986), Vizeadmiral der Volksmarine, Präsident der Direktion für Seeverkehr und Hafenwirtschaft (DSH) Rostock, Generaldirektor des Kombinates für Seeverkehr und Hafenwirtschaft (KSH) Rostock und Schriftsteller
- Hanns Anselm Perten (1917–1985), Intendant am Volkstheater Rostock, Schöpfer der Störtebeker-Festspiele 1959
- Ralph Borgwardt (1919–1998), Schauspieler am Volkstheater Rostock
- Helmut Brückner (1919–1988), Mediziner und Hochschullehrer
- Wolfgang Eckardt (1919–1999), der Bildhauer schuf mit der Figurengruppe der Gedenkstätte revolutionärer Matrosen am Stadthafen eine der markantesten Plastiken in Rostock
- Michael Tryanowski (1919–2018), Straßenmusikant und Rostocker Stadtoriginal
- Karl Degenkolb (1920–1970), Wirtschaftswissenschaftler und Hochschullehrer
- Hans Berge (1923–2018), Chemiker und Hochschullehrer
- Werner Krenkel (1926–2015), Klassischer Philologe, studierte und lehrte an der Universität Rostock, emeritierter Professor
- Gerd Micheel (1926–1996), Schauspieler am Volkstheater Rostock
- Ulrich Scharnow (1926–1999), Kapitän, Prorektor und Dozent an der Ingenieurhochschule für Seefahrt Warnemünde/Wustrow
- Rolf Berndt (1927–1996), Philologe, Anglist und Hochschullehrer
- Gerd Puls (1927–2013), Dirigent, Chorleiter und Generalmusikdirektor am Volkstheater Rostock
- Wolfgang Hering (1928–1986), Professor für Urgeschichte und Altertumswissenschaften an der Universität Rostock
- Hans-Georg Lietz (1928–1988), Schriftsteller und Leiter des Bezirkslektorats schreibender Arbeiter
- Karlheinz Kuhn (1930–2001), Maler und Grafiker, lebte seit 1957 in Rostock, entwarf 1966 für den F.C. Hansa Rostock das Vereinslogo mit Kogge
- Armin Münch (1930–2013), Grafiker, Zeichner und Hochschullehrer an der Universität Rostock, lebte seit 1955 in Rostock
- Dietwart Nehring (* 1930), chemischer Ozeanograph, Professor emeritiert, zuletzt Leibniz-Institut für Ostseeforschung
- Heinz Wodzicka (1930–2022), der Maler und Grafiker lebte und arbeitete seit 1958 in Rostock
- Kurt Batt (1931–1975), Literaturwissenschaftler, Cheflektor beim Hinstorff Verlag, Mitglied der Kulturbund-Kreisleitung Rostock
- Rudolf Austen (1931–2003), der Maler und Grafiker lebte und arbeitete seit 1958 in Rostock
- Kurt Diwok (1933–2015), Mediziner und Hochschullehrer
- Dolly Richter-Hannes (1933–2022), Hochschullehrerin in Potsdam und Rostock sowie deutsche Rechtsanwältin
- Christine van Santen (1931–1984), Schauspielerin am Volkstheater Rostock
- Robert Rosentreter (1931–2015), promovierter Militärjournalist und Marineoffizier der Volksmarine, Historiker und maritimer Sachbuchautor, Pressesprecher des F.C. Hansa Rostock, Vereins-Chronist
- Reinhard Dietrich (1932–2015), Bildhauer, schuf in den 1960er bis 1980er Jahren viele Plastiken im öffentlichen Raum in Rostock und Umgebung
- Waldemar Krämer (1932–2017), Maler und Grafiker
- Armin Roder (* 1932), Schauspieler von 1962 bis 1991 am Volkstheater Rostock und Mitbegründer der Compagnie de Comédie Rostock.
- Ronald Paris (1933–2021), der Maler und Grafiker lebte und arbeitete von 1975 bis 1985 in Rostock
- Hans-Joachim Blau (1934–2014), deutscher Mediziner und Hochschullehrer
- Ulrich Bentzien (1934–1987), Philologe, Ethnologe und Heimatforscher, Leiter der Wossidlo-Forschungsstelle
- Willy Bostelmann (1934–1969), Mediziner und Hochschullehrer
- Uwe Johnson (1934–1984), der Schriftsteller studierte in Rostock Germanistik
- Horst Klinkmann (* 1935), langjähriger Professor für Innere Medizin an der Universität Rostock
- Johannes Müller (1935–2012), der Maler lebte und arbeitete von 1958 bis 1990 in Rostock, Träger des Kulturpreises der Stadt Rostock
- Jochen Bertholdt (1936–2020), Grafiker, der Briefmarken gestaltete, lebte und arbeitete in Rostock
- Ludwig Bonitz (1936–2007), Gebrauchsgrafiker und Abteilungsleiter der DEWAG Rostock, Hochschullehrer
- Heinz Dehne (1936–2017), Chemiker und Hochschullehrer
- Jürgen Weber (* 1936), Maler und Grafiker, lebt und arbeitet seit 1975 in Rostock, Träger des Kunstpreises der Hansestadt Rostock
- Günther Wildenhain (1937–2021), Mathematiker, war Professor, Dekan und Rektor der Universität Rostock, Träger des Verdienstordens der BRD
- Falk von Wangelin (* 1939), Bühnen- und Kostümbildner, über 50 Jahre am Volkstheater Rostock engagiert, dessen ästhetisches Profil er in dieser Zeit entscheidend mitprägte
- Feliks Büttner (* 1940), Maler und Grafiker, bekannt durch den Entwurf des „Kussmunds“ der AIDA-Kreuzfahrtschiffe, lebt seit Anfang der 1960er Jahre in Rostock
- Wolfdietrich Barmwoldt (* 1941), Vorsitzender des Vereins Likedeeler
- Peter Bause (* 1941), Schauspieler am Volkstheater Rostock
- Hella Müller (* 1942), arbeitete als Schauspielerin und Regisseurin am Volkstheater Rostock
- Jürgen Bock (1943–2019), Mathematiker und Biometriker
- Petra Kelling (* 1944), Schauspielerin, von 1965 bis 1967 am Volkstheater Rostock
- Hans-Jürgen Mende (1945–2018), Historiker, hat das Buch Neuer Friedhof Warnemünde – Bemerkenswerte Grabstätten verfasst
- Martin-Christian Schmidt (1946–2000), Cembalobauer und Musikinstrumenten-Restaurator
- Wolfgang Friedrich (* 1947), der Bildhauer hat seit den 1980er Jahren eine Vielzahl der im öffentlichen Raum aufgestellten Plastiken gestaltet
- Rudolf Guthoff (* 1948), Professor für Augenheilkunde an der Universität Rostock
- Klaus-Joachim Lorenzen-Schmidt (1948–2015), Historiker und Archivar, heiratete die Geschäftsführerin der Geschichtswerkstatt, verbrachte Ruhestand in Rostock
- Peter Bauer (* 1951), Grafiker, Illustrator und Karikaturist, arbeitet seit den 1970er Jahren in Rostock
- Reinhard Buch (* 1954), der Bildhauer hat seit den 1980er Jahren eine Vielzahl der im öffentlichen Raum aufgestellten Plastiken gestaltet
- Dirk Bauermann (* 1957), 2020/21 Basketballtrainer der Rostock Sealwolves
- Frank Pagelsdorf (* 1958), Fußballtrainer des F.C. Hansa Rostock
- Romelia Lichtenstein (* 1962), die Opernsängerin wuchs in Rostock auf
- Wilhelm Tobias Abry (* 1968), Flottillenadmiral der Deutschen Marine und Leiter der Unterabteilung Operation im Marinekommando in Rostock
- Martin Max (* 1968), 2003/04 Fußballspieler des F.C. Hansa Rostock und bester deutscher Torjäger
- Steffi Nerius (* 1972), die Leichtathletin startete einige Jahre für den SC Empor Rostock
- Claus Ruhe Madsen (* 1972), Unternehmer und 2013 bis 2019 Präsident der Industrie- und Handelskammer zu Rostock sowie 2019 bis 2022 parteiloser Oberbürgermeister von Rostock
- Devid Striesow (* 1973), der Schauspieler wuchs in Rostock auf
- Bastian Oczipka (* 1989), spielte 2008/09 als Leihspieler beim F.C. Hansa Rostock
- Saskia Weisheitel (* 1989), die Handballspielerin wuchs in Rostock auf
- Ben Zolinski (* 1992), der Fußballspieler spielte bei den Jugendmannschaften und im Reserve- und Profikader des F.C. Hansa Rostock